# باس فان دويفينبودي
باس فان دويفينبودي (بالهولندية: Bas van Duivenbode)‏ (11 مارس 1940 – 2015) هو ملاكم هولندي راحل، مثّل بلاده في الألعاب الأولمبية الصيفية 1960.

## روابط خارجية
باس فان دويفينبودي على موقع بوكس ريك (الإنجليزية) (registration required)
- باس فان دويفينبودي على موقع أوليمبيديا (الإنجليزية)